# Hammamet (Argel)
Hammamet (em árabe: الحمامات الرومانية) (anteriormente Bains Romains, durante a colonização francesa) é uma cidade e comuna localizada na província de Argel, no norte da Argélia. Sua população era de 23 990 habitantes, em 2008.